# ميكاكوتو
ميكاكوتو (باليابانية: 味覚糖) شركة سكاكر يابانية يقع مقرها في مدينة أوساكا، محافظة أوساكا. وهي شركة عضوة في مجموعة ساناوا.